# Emese (nobile)
Emese (fl. IX secolo) fu la figlia del duca Eunedubeliano (in ungherese Őnedbelia), principalmente nota per essere stata la consorte del più nobile principe scita (cioè proveniente dal Dentumoger, in Scizia) Ügyek e, secondo la mitologia ugrica, madre del gran principe Álmos, oltre che conseguentemente progenitrice della dinastia regnante degli Arpadi, ovvero di coloro che fondarono il regno d'Ungheria. La penuria di fonti affidabili ha reso particolarmente complicato per gli storici riuscire a discernere gli aspetti leggendari a lei legati dagli elementi storici reali.
Poiché da lei presumibilmente discese quella che fu la dinastia principale tra le sette dei rispettivi capitribù magiari originari, essa è considerata per analogia «madre dell'intero popolo ungherese».

## La figura di Emese

### Nella leggenda
Il sogno di Emese, legato alla leggenda riguardante il concepimento del principe Álmos, è uno dei più antichi racconti conosciuti della storia del popolo ungherese. La vicenda potrebbe essere cronologicamente collocata intorno all'860-870, mentre con certezza tra l'820 e il 997 (la nascita di Álmos e l'adozione del cristianesimo). Pur esistendone diverse versioni, nel racconto si narra che a Emese apparve in sogno un rapace, un uccello mitologico, appunto il Turul (verosimilmente un astore o un'aquila), annunciando la nascita del figlio della coppia che sarebbe divenuto un sovrano ancora più grande e potente del padre. Si riferisce inoltre che il Turul le disse che dal suo grembo sarebbe nato un grande fiume che avrebbe attraversato terre sconosciute. Interpretando il sogno, ciò significava che avrebbe dato alla luce un figlio che avrebbe guidato il suo popolo lontano dalla Levédia, loro patria di provenienza, e che i suoi discendenti sarebbero diventati re gloriosi. Il figlio di Emese si chiamava Álmos, un nome che deriva dalla parola ungherese álom, la quale significa sogno; di conseguenza "Álmos" potrebbe essere interpretato come «colui che è stato sognato».
La leggenda presenta diverse varianti, in particolare riguardo al fatto che Emese sia stata fecondata dall'uccello Turul o che fosse già incinta al momento del sogno, e se l'uccello le sia apparso letteralmente all'improvviso o in sogno mentre dormiva. Alcune versioni della leggenda potrebbero essere state inventate nel XIX secolo durante la rinascita del nazionalismo ungherese di quel periodo.
(Anonimo, Gesta Hungarorum)
(Marco di Kalt, Chronica Picta)

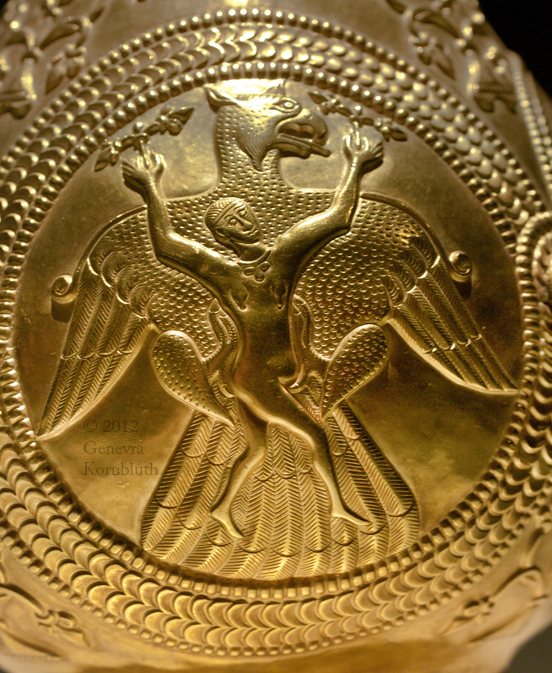
Particolare di un vaso con decorazione a sbalzo legato al tesoro di Nagyszentmiklós raffigurante la leggenda di Álmos come conosciuta nella mitologia ugrica. Il dettaglio si riferisce al sogno di Emese e al Turul.[10] Questo gruppo di oggetti preziosi tesoro aureo risalente all'VIII-X secolo e legato all'arte avara fu ritrovato nel 1799 a Nagyszentmiklós (oggi Sânnicolau Mare, in Romania) ed è oggi custodito presso il Kunsthistorisches Museum di Vienna
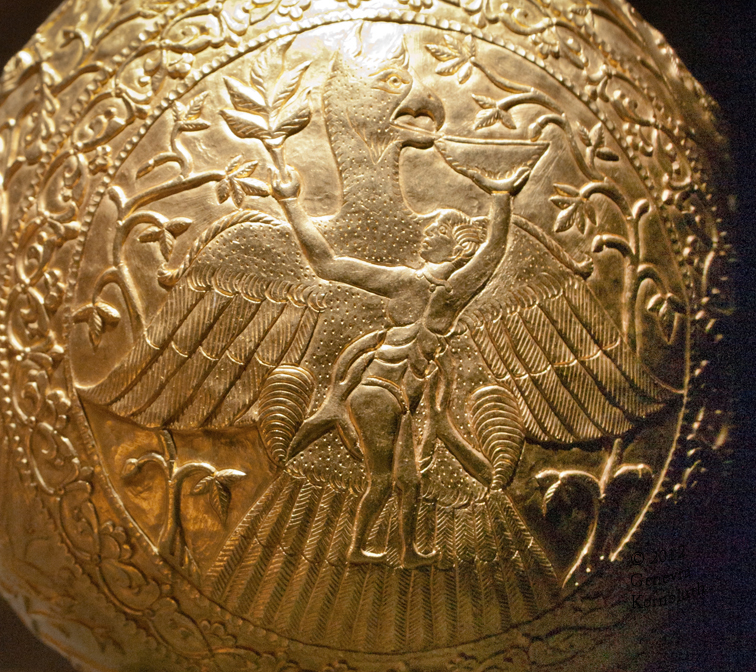
Raffigurazione simile di Turul su un altro oggetto d'oro del tesoro di Nagyszentmiklós
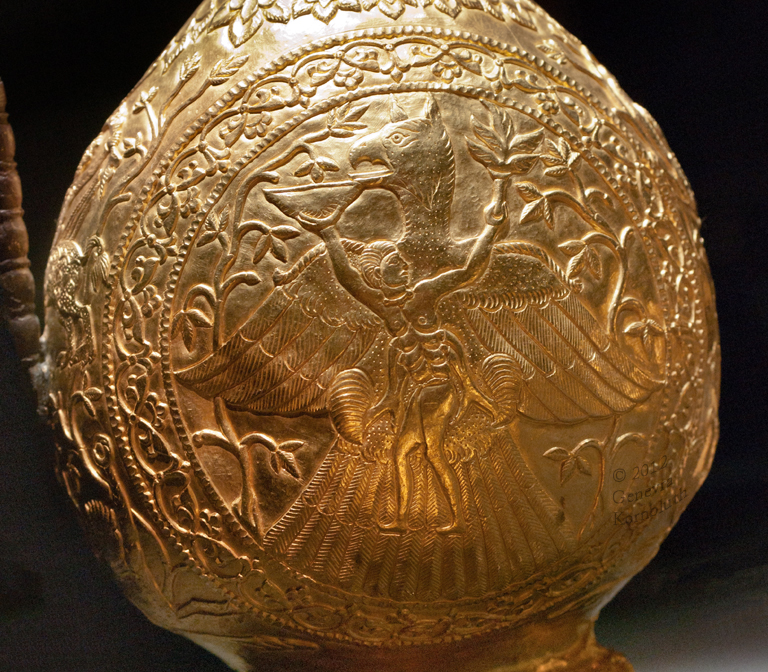
Raffigurazione simile di Turul su un altro oggetto d'oro del tesoro di Nagyszentmiklós
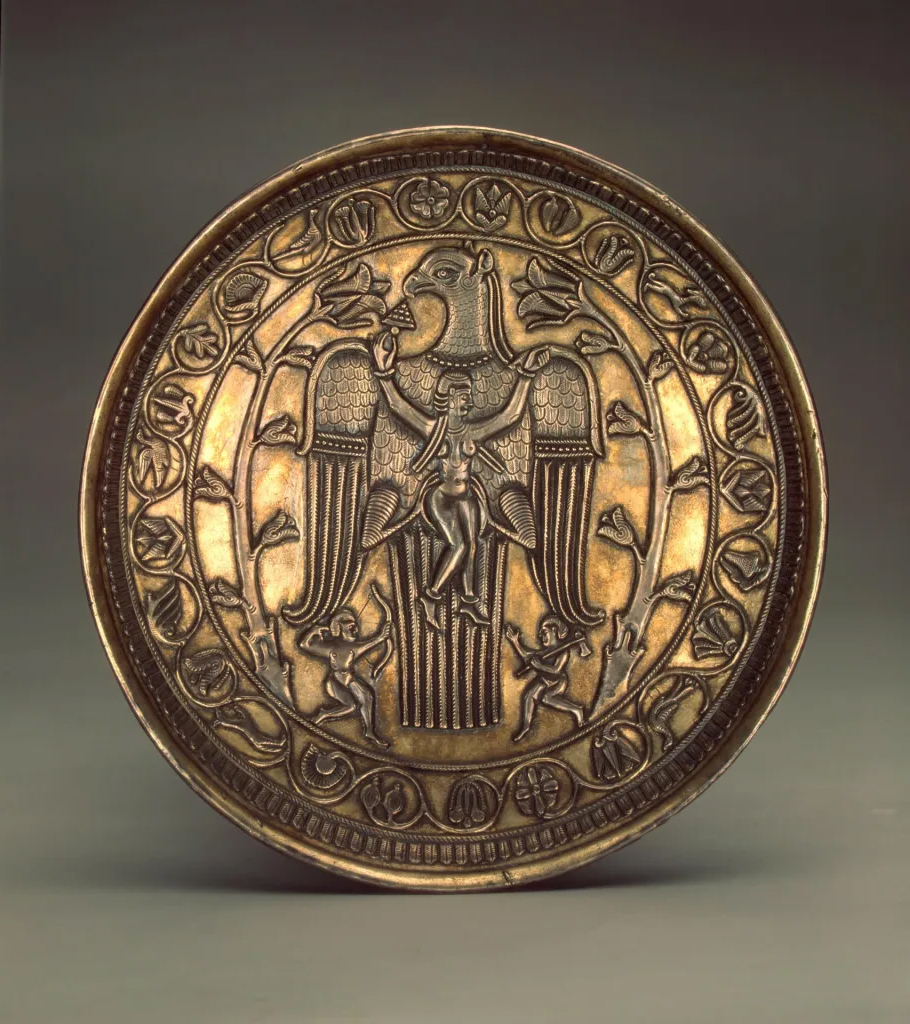
Una scena simile su un piatto d'argento sasanide del VII secolo. Decorato con un'aquila che sorregge una donna, il piatto fu trovato nel distretto di Čerdynskij, in Unione Sovietica, nel 1934, ed è oggi conservato presso l'Ermitage di San Pietroburgo
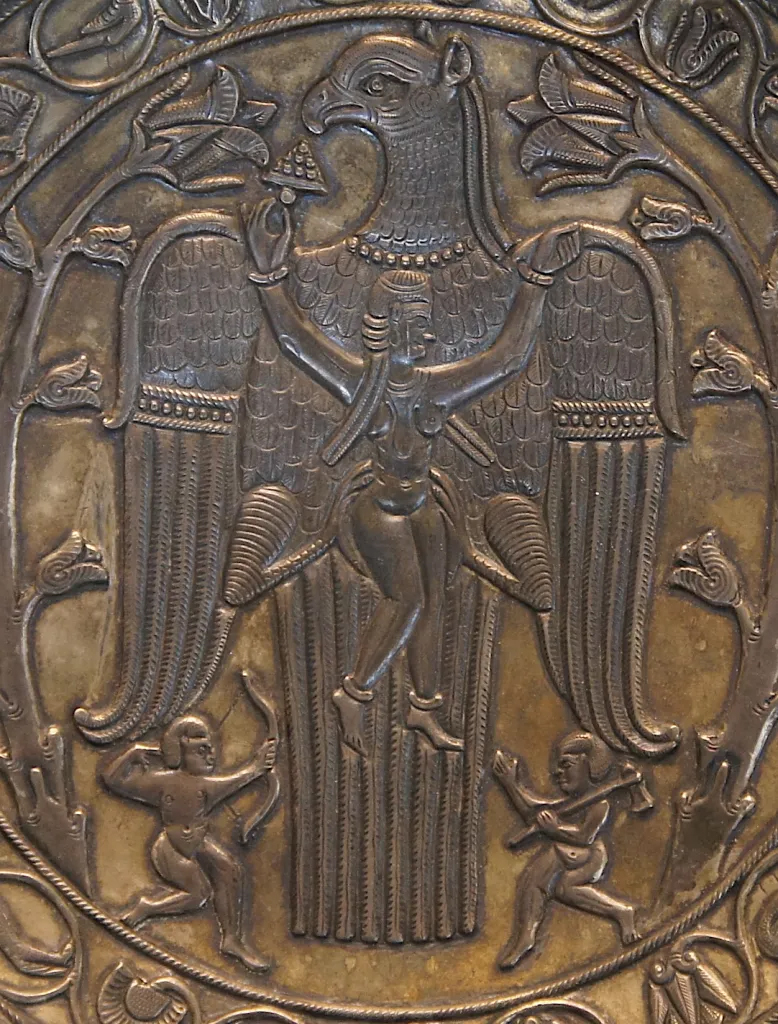
Primo piano di un piatto d'argento di epoca sasanide

### Nelle fonti scritte
Emese è menzionata soltanto in due opere storiche medievali, le Gesta Hungarorum e la Chronica Picta, i cui stralci relativi alla sua storia sono stati precedentemente menzionati. Nessuna delle due è però contemporanea a Emese, poiché entrambe vennero scritte secoli dopo la sua morte (le Gesta intorno al 1200 e la Chronica Picta nel XIV secolo). Entrambe le opere mescolano liberamente eventi storici reali con leggende e racconti cavallereschi, motivo per cui è impossibile discernere aspetti leggendari e storici in merito a Emese, la cui esistenza stessa non può essere ritenuta certa.

## Interpretazioni

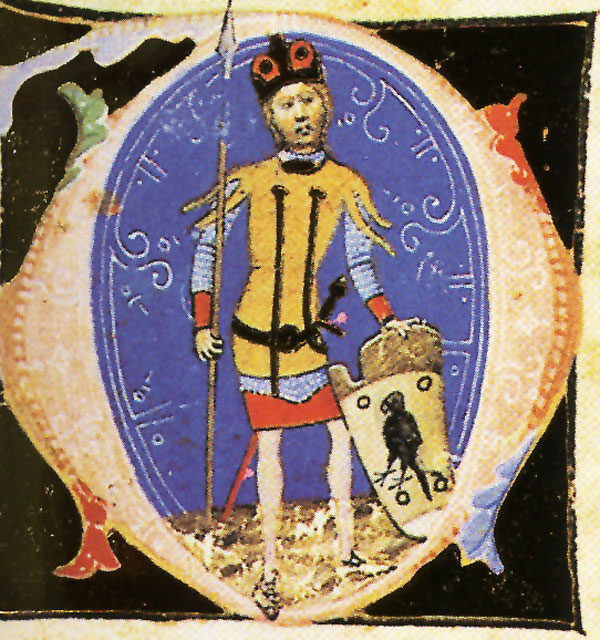
Ügyek, marito di Emese e progenitore della dinastia degli Arpadi. Illustrazione tratta dalla Chronica Picta, XIV secolo

È discutibile quale sia stato cronologicamente il primo testo a riferire delle informazioni in merito a Emese, poiché la Chronica Picta del XIV secolo si basa su diversi racconti orali o scritti di epoca precedente, tra cui le presunte Gesta Hungarorum vetera dell'XI secolo (in ungherese ősgeszta). Lo storico Bálint Hóman ha ritenuto che quest'ultima opera riferisse già della leggenda del sogno di Emese, poi ripresa da diverse cronache, tra cui l'anonimo. Al contrario, György Györffy ha sostenuto che le Gesta Hungarorum forniscono una storia più completa e ordinata sul sogno di Emese, mentre lo storico ha altresì messo in risalto la corruzione del testo riguardante il nome di Eunedubelianus («Eunodbilia») nella Chronica Picta. Györffy ha affermato che l'autore anonimo si inventò il nome di Eunedubeliano realizzando una crasi derivante dall'unione dei nomi di Enech, Dula e Belar, ossia i protagonisti della leggenda della meravigliosa cerva relativa a Hunor e Magor. Gyula Kristó e molti studiosi hanno giudicato verosimile la considerazione di Györffy. Opponendosi a questo punto di vista, il filologo János Horváth, Jr. ha invece sostenuto che le gesta più antiche influenzarono il lavoro dell'anonimo. Pertanto, «il sogno di Emese, benché spogliato del suo carattere pagano e totemistico, potrebbe ancora essere compreso nella fonte scritta più antica, che logicamente l'anonimo aggiunge, ma la cronaca lo confonde proprio utilizzando l'aggiunta di l'anonimo». Dezső Dümmerth ha creduto che la versione più antica e, fra l'altro, più logica del sogno sia stata preservata nelle cronache: l'anonimo l'avrebbe semplicemente riadattata in uno stile più gradevole, sia pur consultando un testo in cui compariva un ricordo di divinazione sciamanica.
György Szabados ha sottolineato che il nome di Emese compare nelle sole Gesta Hungarorum, mentre le altre opere magiari medievali definiscono la nobildonna semplicemente con la locuzione «la figlia di Eunodbilia». Lo storico letterario Géza Szentmártoni Szabó ha affermato che i nomi comparsi nel sogno siano in realtà simboli, forme di manifestazione di animali totemici (Eleud = Ölyűd, "poiana"; Eunodbilia = Ünődbéli → ünő, "cerva vacca" o "cerva"). Szabó ha sostenuto che Anonimo avesse coniato la parola "emesu" come nome proprio a causa di un malinteso. A suo giudizio, la parola «emes», ovvero «émés», nella forma «émést», derivava probabilmente dal verbo «émik», che in antico ungherese indicava uno stato di semi-veglia e di semi-estasi durante la veglia, quando i confini tra sogno e realtà si confondevano. Nella sua cronaca universale del XVI secolo, il pastore luterano István Székely fu il primo a pubblicare il «sogno di Turul» in ungherese in questo contesto. György Szabados ha abbracciato la teoria di Szabó, sostenendo che le Gesta Hungarorum vetera narravano la leggenda di Turul e che il testo «ex filia Eunodbilia» può essere tradotto come «la donna della gens Eunod o Ünőd». In seguito, l'anonimo avrebbe inventato erroneamente il nome Emese e mascolinizzato la parola «Eunodbilia» per creare il nome del capotribù nel Dentumoger. Tibor Szőcs ha sostenuto che la parola ungherese ímés o émés menzionata nel libro di István Székely del 1559 costituisce un esempio di hapax legomenon. Il linguista László Balogh ha pensato che il nome del capo fosse legato a un aggettivo, «Yunedubelia», e lo ha tradotto come «della tribù Jenő». Dal canto suo, infine, Judit Papp ha immaginato che l'animale totemico in esame corrispondesse più a un'aquila o a un astore.

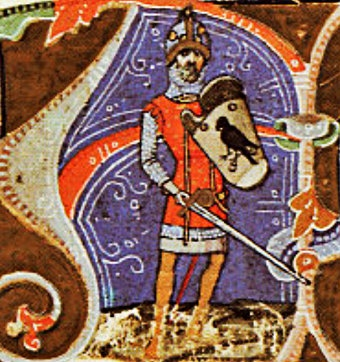
Álmos, figlio di Emese e primo gran principe degli Ungari. Illustrazione tratta dalla Chronica Picta del XIV secolo

Il sogno di Emese funge da mito delle origini della dinastia degli Arpadi. Oltre alla «leggenda del Turul», la tradizione cronachistica afferma anche che Álmos discendesse «dalla stirpe» del celebre Attila. Il cronista del XIII secolo Simone di Kéza scrive che lo stemma di Attila, impiegato dal principe magiaro sul suo scudo, raffigurava un uccello con una corona chiamato "Turul" in ungherese, e dichiara inoltre che Álmos apparteneva «alla stirpe dei Turul». La storiografia è divisa sulla compatibilità tra le due storie sulle origini. Secondo lo storico francese Amédée Thierry, il Turul era il simbolo di Attila e descriveva Álmos come la «reincarnazione» del sovrano unno. Anche Dezső Dümmerth ha collegato la leggenda del Turul alla sacralità di Attila. Al contrario, János Horváth Jr. ha sottolineato le contraddizioni tra il sogno di Emese e il presunto ed evanescente legame con i «re degli Unni». A suo giudizio, il «vero elemento miracoloso (totemistico pagano) della leggenda coinciderebbe con la fecondazione da parte del Turul; tuttavia, secondo la narrazione delle nostre gesta, Emes [Emese] si limita a sognarla, persino in uno stato di estasi. Il feto (Álmos) deve il nome a questa meravigliosa visione onirica, pur essendo stato concepito da un padre terreno, Ügyek. L'evento miracoloso è quindi da ricondursi a un semplice sogno, e con esso viene rimosso anche l'impronta pagana». Horváth ha creduto che il contenuto della leggenda di Turul fu deliberatamente attenuato e legato alla «genealogia di Attila», poiché il ruolo da «inseminatore» del Turul sarebbe stato sinonimo della fine della linea di sangue del sovrano unno. Analizzando la questione, György Györffy e Gyula Kristó sono giunti a conclusioni e a osservazioni simili. Györffy ha immaginato che l'anonimo si fosse ispirato alla storia di Emese analizzando il mito dell'origine di Ciro il Grande, allontanando così l'ipotesi di legami con ataviche testimonianze orali dell'Alto Medioevo magiaro. L'etnografo István Pál Demény ha rigettato questa tesi e ha elencato numerose differenze tra i due miti. Szabados ha sostenuto che la convinzione degli Arpadi di discendere da Attila e la leggenda del sogno di Emese non appaiano due storie in contraddizione reciproca, bensì complementari e volte a sottolineare il diritto incontestabile a comandare della prima dinastia regnante ungherese.
La storia di Emese presenta strette analogie con le tradizioni dei popoli delle steppe. In particolare, ne La storia segreta dei Mongoli, si racconta che la suocera di Genghis Khan sognò che un falco bianco («il quale teneva il Sole e la Luna tra gli artigli») stesse volando giù dal cielo e si posava sulla sua mano, predicendo così la nascita di un bambino e della dinastia reale. Anche in tale versione, dove il Turul viene come spesso accadeva raffigurato come il sole, si nota l'associazione dei falchi alla fertilità; questi uccelli «popolano molte leggende sulla fondazione di dinastie e imperi». Sono infatti popolari nelle tradizioni e nel simbolismo dei popoli della steppa e non sono esclusivi o originari di alcun gruppo etnico specifico che vi abita. Lo storico del XIX secolo Arnold Ipolyi ha citato a tal proposito il Simurg di Shāh-Nāmeh come un esempio simile riguardo al suo ruolo nella nascita di Rostam. Gli storici Gyula Kristó e Victor Spinei hanno ritenuto che in una prima bozza la vicenda di Emese riguardasse l'origine della dinastia degli Álmos da un progenitore forse nemmeno esistito. Di conseguenza, l'anonimo trasformò deliberatamente questa storia pagana in una versione cristianizzata. György Szabados ha sottolineato che il Turul è menzionato come avvenuto in un sogno di Emese, quando era già incinta, mentre la storiografia precedente lo interpretava come fautore della «fecondazione» dopo errori di traduzione commessi da Dezső Pais e Dezső Dümmerth. László Geréb ne ha ricostruito la frase corretta: «un uccello a forma di avvoltoio apparve nel suo sogno [di Emese] mentre era incinta». Szabados ha fatto riferimento alla Cronaca di Fredegario del VII secolo, in cui si dice che i Merovingi discendessero da una bestia marina chiamata quinotauro, quindi il cronista ungherese non aveva motivo di introdurre un'interpretazione cristiana in una leggenda di origine steppica. György Szabados ha ricordato nelle sue analisi la storia della regina Maya, alla quale apparve in sogno un elefante bianco prima della nascita del Buddha, mentre István Pál Demény ha menzionato dei racconti simili legati alla cultura dei pellerossa. Di conseguenza, entrambi gli storici hanno rigettato l'invenzione di una leggenda risalente all'epoca steppica legata al Turul, ipotizzando una tradizione folkloristica assai più antica, che risale agli albori della storia dell'uomo.

## Nome
Emese è tuttora un nome femminile utilizzato in Ungheria. Secondo il linguista Dezső Pais, il suo significato è "madre" o "colei che allatta". Emese significa "piccola madre" in ungherese antico e deriva da "eme", madre, e dall'agglutinante "[s]e", che sta per "piccola". La sua radice è ugro-finnica, se si pensa al finlandese "emä", derivato dal proto-finnico "*emä" e dal proto-uralico "*emä", o all'ungherese "anya", dal proto-uralico "*ańa". Tra i termini affini a "emä" rientrano l'estone "ema", il sami settentrionale "eapmi" ("pistillo") e lo nganasan "немы" (ńemy). Tuttavia, come ha scritto il linguista Loránd Benkő, la parola "emse" (=madre) compare per la prima volta solo nel 1681, quindi questo può anche essere un tentativo di identificazione retrospettiva con la progenitrice della dinastia degli Arpadi.